# (80664) 2000 BZ10
(80664) 2000 BZ10 là một tiểu hành tinh vành đai chính. Nó được phát hiện bởi Atsushi Sugie ở Dynic Astronomical Observatory Nhật Bản, ngày 26 tháng 1 năm 2000.